# James Ensor
James Sidney Edouard, Barone di Ensor (Ostenda, 13 aprile 1860 – Ostenda, 19 novembre 1949) è stato un pittore e incisore belga.

## Biografia
Introverso e misantropo, trascorse gran parte della sua vita nella sua città natale, dedicandosi a una pittura che fu una delle manifestazioni più significative del periodo e che si pose al centro della cultura del tempo. Nel 1877 s'iscrisse all'Accademia di belle arti di Bruxelles, dove rimase fino al 1880, entrando in contatto con gli ambienti anarchici e intellettuali della città e dove, nel 1881, tenne la prima mostra personale.
Le opere di questo periodo, che arrivò fino al 1885 circa, formano il cosiddetto periodo scuro, in cui i colori sono profondi e cupi, con una luce attenuata ma vibrante; in questo si vede l'influenza del naturalismo tipico della tradizione fiamminga e dei realisti francesi, in particolare di Gustave Courbet. I temi preferiti si rifanno alla tradizione fiamminga: nature morte, ritratti, interni borghesi intimi e malinconici, paesaggi dall'orizzonte piatto e basso, con una luce suggestiva che ricorda William Turner. Queste opere si avvicinano parzialmente all'impressionismo di Édouard Manet, di Edgar Degas e di Claude Monet, senza tuttavia arrivare all'ariosa immediatezza, all'abbandono alla natura, alla luminosità che sfalda la forma.

### Tra simbolismo ed espressionismo: la secessione
Verso il 1885, rielaborando l'uso del colore brillante degli impressionisti e la grottesca immaginazione dei primi maestri fiamminghi, come Hieronymus Bosch e Pieter Bruegel il Vecchio, Ensor si rivolse verso i temi e gli stili dell'avanguardia. Si accostò così a suo modo al simbolismo e al decadentismo, svolgendo un ruolo determinante nel rinnovamento dell'arte belga e anticipando le correnti dei fauves e dell'espressionismo. Il distacco dalla visione naturalistica rivela nel pittore quella crisi del rapporto tra l'uomo e la natura, e quella tendenza all'allusione simbolica tipica di tutta l'arte postimpressionista.
Questo processo di trasfigurazione della realtà è basato su un linguaggio fatto di colori puri e aspri, con vibranti colpi di pennello interrotti che accrescono l'effetto violento dei suoi soggetti. La tavolozza si schiarisce e appaiono elementi inquietanti come maschere, scheletri, spettri e demoni, usati per mettere in satira gli aspetti più tipici del mondo borghese. L'antica immagine della morte si nasconde dietro maschere spaventose, cariche di un simbolismo ambiguo e ossessivo, tipico del clima decadente di fine secolo.
La vena grottesca oscilla tra ironia e inquietudine, in una specie di incubo in cui sogno e realtà si confondono, anticipando il surrealismo. Per i suoi soggetti, Ensor prese spesso spunto dai vacanzieri di Ostenda, che lo riempivano di disgusto: ritraendo gli individui come pagliacci o scheletri, o sostituendo le loro facce con maschere di carnevale, rappresentò l'umanità come stupida, vana e ripugnante.

### L'influsso di Ensor sull'arte del XX secolo
Il suo lavoro esercitò un importante influsso sulla pittura del XX secolo: i suoi soggetti aprirono la strada al surrealismo e al Dadaismo, mentre la sua tecnica, in modo particolare l'uso del pennello e il senso del colore, condusse direttamente all'espressionismo. Alla cultura del suo tempo Ensor non partecipò attivamente, anche perché le sue opere erano spesso rifiutate alle esposizioni, per la loro eccentricità; si limitò a unirsi al gruppo di artisti d'avanguardia, denominato La Chrysalide, poi al gruppo noto come Les XX e a pubblicare alcuni scritti violentemente polemici verso la critica ufficiale.
Molto importante è anche la sua produzione di incisioni e disegni, con paesaggi e scene di vita quotidiana: anche in queste opere l'intreccio di sogno e realtà precorre il surrealismo. Con il nuovo secolo i critici rivalutarono e apprezzarono il suo stile, ma la sua vena artistica aveva ormai perduto quella carica aggressivamente ironica e fantastica che ne aveva costituito il carattere più originale.

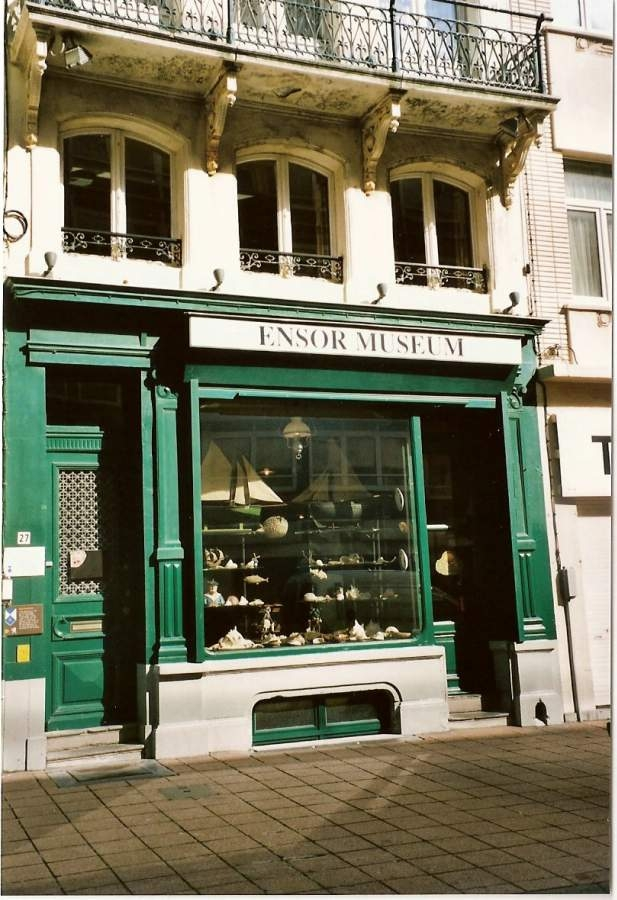
La casa di Ensor

Morì il 19 novembre 1949 a Ostenda. Nella casa in cui ha passato gran parte della sua vita è oggi presente un museo dedicato al suo lavoro.

## Opere
- L'entrata di Cristo a Bruxelles (1888): "Questa tela, che misura più di quattro metri ed è conservata al Paul Getty Museum di Los Angeles, rappresenta la summa dell'espressionismo ensoriano: in un mare di gialli, di rossi carminio, di blu elettrici e di verdi acidi, uomini-maschere accolgono in un delirio blasfemo il Figlio di Dio, né più né meno come quella folla che lo accompagnò al Calvario. È una visione, questa, che si ricollega alla tradizione della pittura fiamminga attraverso il tema della morte, che si cela dietro maschere mostruose. Però in lui c'è quel qualcosa che ha il sapore e lo sguardo demoniaco, estrinsecato in questa “festosa” parata, che più avanti attirerà la seconda ondata di artisti espressionisti, soprattutto tedeschi." (Benemia A. G., L'arte al nuovo, PeQuod, An, 2009).
- Scheletri che si litigano un'aringa affumicata (1891)
- Le maschere e la Morte (1897)
- Coquillages et draperie bleue (1903)

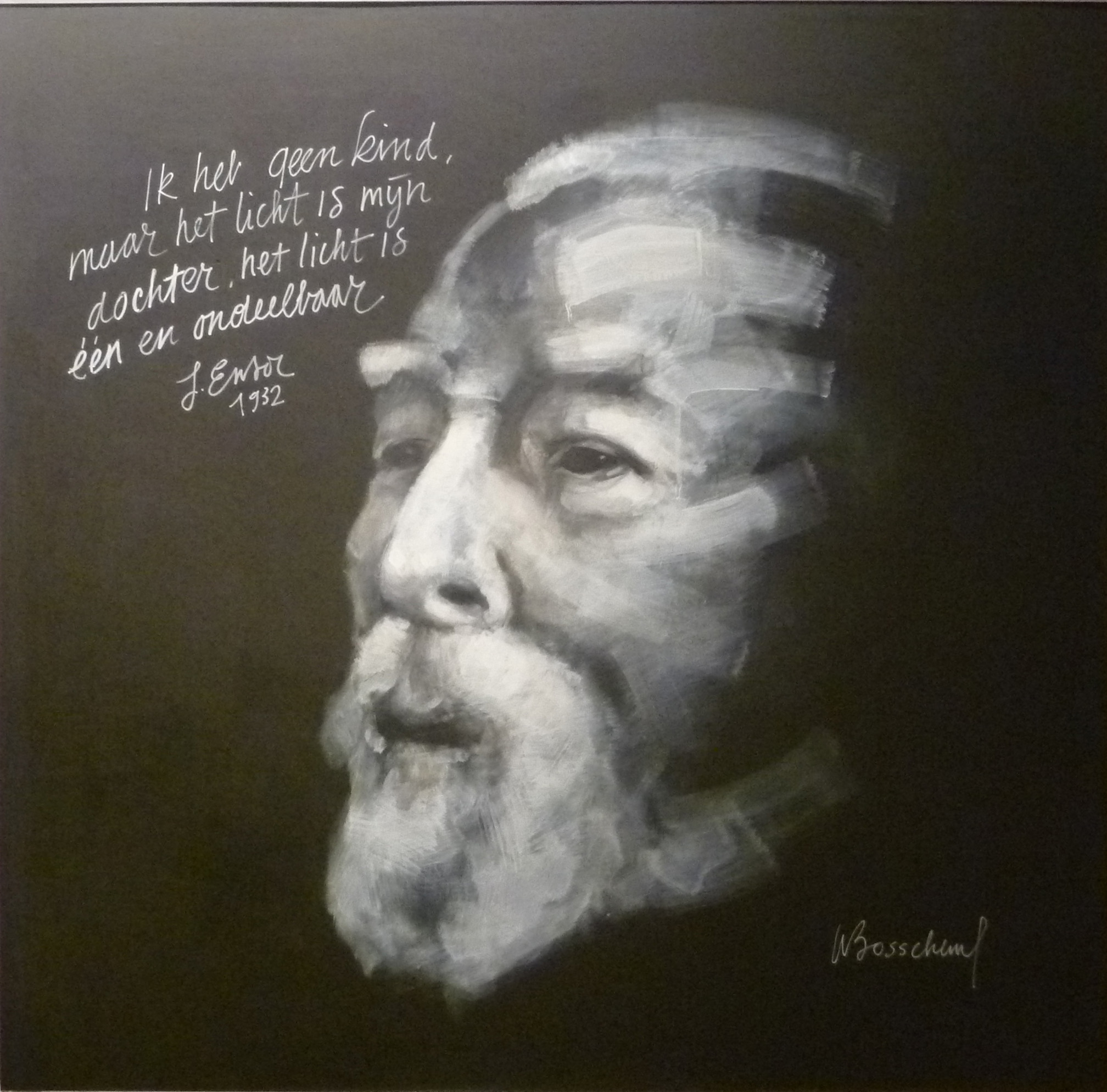
James Ensor (2014) visto dal pittore belga Willy Bosschem

- Il mio ritratto con maschere
- L'intrigo (1936)